# Toleman
A Toleman brit Formula–1-es csapat volt, amely 70 nagydíjon vett részt, összesen 26 pontot, három dobogós helyezést és egy pole-pozíciót szerzett.

## Története

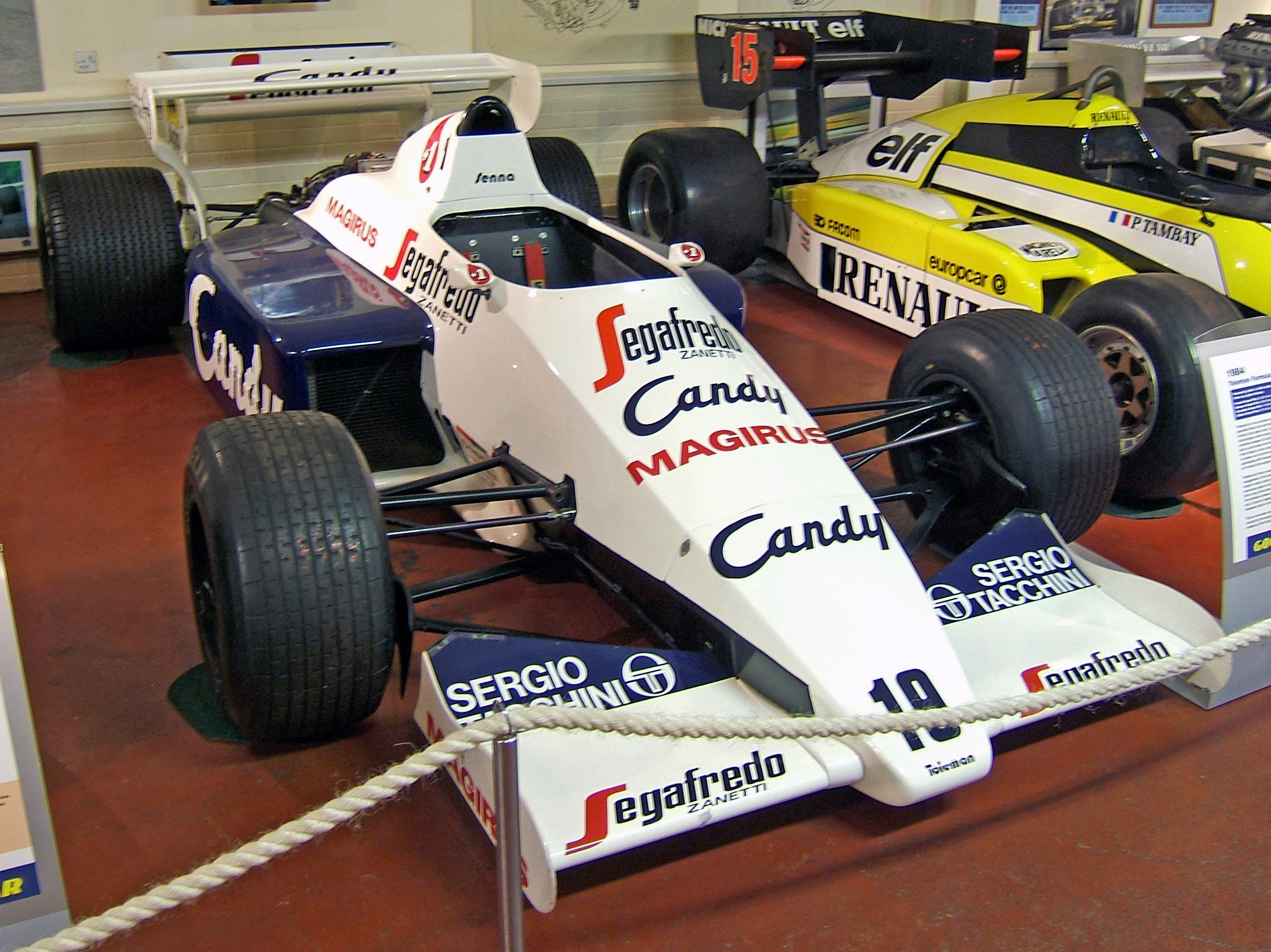
Senna Toleman TG184-ese

A csapatot Ted Toleman alapította, és kezdetben Formula Ford 2000 versenyein indultak. Később beszálltak a Formula–2-be, autóikat a Ralt, a motorokat a Hart készítette. A csapat 1981-től vett részt a Formula–1-es futamain. Kezdetben az autó nagy súlya problémát okozott és a turbómotor teljesítménye nem volt megfelelő, de az autók versenyképessége gyorsan nőtt. 1984-ben Ayrton Senna ezzel a csapattal mutatkozott be a Formula–1-ben (a félbeszakított monacói esős versenyen egy második helyet szerzett), de a következő évtől már a Lotus versenyzője volt. 1985-ben a csapat nem talált magának gumibeszállítót, csak a szezon harmadik versenyétől tudtak rajthoz állni, miután a Spirit visszalépett. A Toleman így a Pirelli partnere lett és a szezon végéig részt vett minden versenyen. Az év végén a csapatot átvette a főszponzor Benetton, megalapította saját csapatát. A Benettont 2002-ben a Renault vásárolta fel és a csapat neve Renault F1 lett.

## Formula–1-es eredmények
Jelmagyarázat: M =Michelin, P =Pirelli
(táblázat értelmezése)
| Év   | Modell       | Gumi | Versenyző          | 1   | 2   | 3   | 4   | 5   | 6   | 7   | 8   | 9   | 10  | 11  | 12  | 13  | 14  | 15  | 16  | Pont | Helyezés |
| ---- | ------------ | ---- | ------------------ | --- | --- | --- | --- | --- | --- | --- | --- | --- | --- | --- | --- | --- | --- | --- | --- | ---- | -------- |
| 1981 | TG181        | P    |                    | USW | BRA | ARG | SMR | BEL | MON | ESP | FRA | GBR | GER | AUT | NED | ITA | CAN | LVS |     | 0    | HN       |
| 1981 | TG181        | P    | Brian Henton       |     |     |     | NK  | NK  | NK  | NK  | NK  | NK  | NK  | NK  | NK  | 10  | NK  | NK  |     | 0    | HN       |
| 1981 | TG181        | P    | Derek Warwick      |     |     |     | NK  | NK  | NK  | NK  | NK  | NK  | NK  | NK  | NK  | NK  | NK  | Ki  |     | 0    | HN       |
| 1982 | TG181C       | P    |                    | RSA | BRA | USW | SMR | BEL | MON | USE | CAN | NED | GBR | FRA | GER | AUT | SUI | ITA | LVS | 0    | HN       |
| 1982 | TG181C       | P    | Derek Warwick      | Ki  | NK  | NeK | Ki  | Ki  | NK  |     |     | Ki  | Ki  | 15  | 10  | Ki  | Ki  | Ki  | Ki  | 0    | HN       |
| 1982 | TG181C       | P    | Teo Fabi           | NK  | NK  | NK  | HN  | Ki  | NeK |     |     | NK  | Ki  | Ki  | NK  | Ki  | Ki  | Ki  | NK  | 0    | HN       |
| 1983 | TG183 TG183B | P    |                    | BRA | USW | FRA | SMR | MON | BEL | USE | CAN | GBR | GER | AUT | NED | ITA | EUR | RSA |     | 10   | 9.       |
| 1983 | TG183 TG183B | P    | Derek Warwick      | 8   | Ki  | Ki  | Ki  | Ki  | 7   | Ki  | Ki  | Ki  | Ki  | Ki  | 4   | 6   | 5   | 4   |     | 10   | 9.       |
| 1983 | TG183 TG183B | P    | Bruno Giacomelli   | Ki  | Ki  | 13  | Ki  | NK  | 8   | 9   | Ki  | Ki  | Ki  | Ki  | 13  | 7   | 6   | Ki  |     | 10   | 9.       |
| 1984 | TG183B TG184 | P M  |                    | BRA | RSA | BEL | SMR | FRA | MON | CAN | USE | USA | GBR | GER | AUT | NED | ITA | EUR | POR | 16   | 7.       |
| 1984 | TG183B TG184 | P M  | Ayrton Senna       | Ki  | 6   | 6   | NK  | Ki  | 2   | 7   | Ki  | Ki  | 3   | Ki  | Ki  | Ki  |     | Ki  | 3   | 16   | 7.       |
| 1984 | TG183B TG184 | P M  | Johnny Cecotto     | Ki  | Ki  | Ki  | HN  | Ki  | Ki  | 9   | Ki  | Ki  | NK  |     |     |     |     |     |     | 16   | 7.       |
| 1984 | TG183B TG184 | P M  | Stefan Johansson   |     |     |     |     |     |     |     |     |     |     |     |     |     | 4   | Ki  | 11  | 16   | 7.       |
| 1984 | TG183B TG184 | P M  | Pierluigi Martini  |     |     |     |     |     |     |     |     |     |     |     |     |     | NK  |     |     | 16   | 7.       |
| 1985 | TG185        | P    |                    | BRA | POR | SMR | MON | CAN | USE | FRA | GBR | GER | AUT | NED | ITA | BEL | EUR | RSA | AUS | 0    | HN       |
| 1985 | TG185        | P    | Teo Fabi           |     |     |     | Ki  | Ki  | Ki  | 14  | Ki  | Ki  | Ki  | Ki  | 12  | Ki  | Ki  | Ki  | Ki  | 0    | HN       |
| 1985 | TG185        | P    | Piercarlo Ghinzani |     |     |     |     |     |     |     |     |     | NI  | Ki  | NI  | Ki  | Ki  | Ki  | Ki  | 0    | HN       |

## Külső hivatkozások
- Grandprix.com